# 信濃森上站
信濃森上站（日语：／ Shinano-Moriue eki */?）是位於長野縣北安曇郡白馬村大字北城森上，東日本旅客鐵道（JR東日本）的大糸線車站。車站編號是12。

## 歷史
- 1932年（昭和7年）11月20日：國鐵大糸南線神城站至此站之間開通，此站啟用[2]。為旅客和貨物車站。
- 1935年（昭和10年）11月29日：此站至中土站之間開通[2]。
- 1957年（昭和32年）8月15日：中土站至小瀧站之間開通。全線開通並改名為大糸線[2]。
- 1960年（昭和35年）7月20日：信濃四谷站（現時：白馬站）至此站之間電氣化。除了部分列車外，此站為松本方向的電動列車和糸魚川方向的柴油列車的轉乘站[3]。
- 1967年（昭和42年）12月20日：此站至南小谷站之間電氣化。
- 1983年（昭和58年）3月25日：此站成為無人車站[4]。
- 1987年（昭和62年）4月1日：伴隨國鐵分割民營化，車站由東日本旅客鐵道（JR東日本）營運[5][6]。
- 2007年（平成19年）11月：翻新車站大樓[1][7]。
- 2014年（平成26年）
  - 11月22日：發生長野縣神城斷層地震，信濃大町站至糸魚川站之間暫停運行[新聞 1]。
  - 12月7日：白馬站至南小谷站之間重開[新聞 2]。
- 2024年6月1日：為方便沿線居民轉乘北陸新幹線及促進大糸線的使用，由糸魚川市、大町市及JR西日本共同安排由2024年6月1日至2025年3月31日為止，試行每天以巴士形式加開4班來往白馬～糸魚川之間的班次[8]，變相重新直通JR西日本及JR東日本的路段[9][10]。

## 車站構造
車站是一座地面車站，設有2面2線相對式月台，可進行列車交會。在近年曾經設有2面3線的月台，但是現時3號月台已經不再使用。兩月台之間設有跨線橋連接。此站是由白馬站管理的無人車站。

### 月台
| 月台         | 路線    | 上下行 | 方向       |
| ------------ | ------- | ------ | ---------- |
| 車站大樓一方 | ■大糸線 | 上行   | 松本方向   |
| 車站大樓對面 | ■大糸線 | 下行   | 南小谷方向 |

參考
在旅客資訊上沒有編定月台編號。

## 使用狀況
根據「長野縣統計書」，以下為1日平均乘車人次資料：
- 2007年度 - 31人[1]
- 2009年度 - 31人[1]
- 2010年度 - 27人[12]
- 2011年度 - 25人[13]

## 車站周邊
車站附近設有住宅和小屋。
- 姬川（日语：姫川）
- 國道148號（日语：国道148号）
- 白馬岩岳滑雪場（日语：白馬岩岳スキー場）[1]

## 巴士路線
- Alpico交通「岩岳新田」巴士站
  - 栂池線　白馬站 - 岩岳新田 - 岩岳滑雪場（日语：白馬岩岳スキー場） - 落倉 - 栂池高原（日语：栂池高原スキー場） - 白馬Cortina
  - 特急長野白馬線　長野站東出口 - 白馬站 - 白馬八方巴士總站 - 岩岳新田 - 岩岳滑雪場 - 栂池高原 - 白馬Cortina

## 其他
在1980年代中頃，此站設有多班定期和臨時急行「阿爾卑斯」從此站出發或作為總站，也有來自大阪的臨時急行「黑四」的班次。

## 相鄰車站
東日本旅客鐵道（JR東日本）
■大糸線
快速（只有上行1班）
白馬（13）←信濃森上（12）←南小谷（9）
普通
白馬（13）－信濃森上（12）－白馬大池（11）

## 注腳

### 報道發表資料
1. 1 2   (PDF) (新闻稿). 東日本旅客鉄道長野支社. 2016-12-07  [2016-12-08]. （原始内容 (PDF)存档于2016-12-08） （日语）.

### 新聞
1. ↑  “41人けが、全壊34棟 長野北部地震、余震70回に”. 中日新聞 (中日新聞社). (2014年11月24日)
2. ↑  “JR大糸線、全線復旧 15日ぶり、高校生ら歓迎” 信濃毎日新聞 (信濃毎日新聞社). (2014年12月8日)

## 外部連結
- 車站資訊（信濃森上）：東日本旅客鐵道（日語）